# Lista dos vencedores da NASCAR Xfinity Series

## Tabela de Vitórias
Atualizado em 4 de Novembro de 2023 após a Desert Diamond Casino West Valley 200, em Phoenix.
* Pilotos campeões da NASCAR Xfinity Series.
     Pilotos ativos que estão disputando a temporada completa na Xfinity Series.
     Pilotos ativos que estão participando somente de algumas corridas na temporada atual da Xfinity Series.
     Pilotos membros do Hall da Fama da NASCAR.
| Piloto                | Vitórias |
| --------------------- | -------- |
| Kyle Busch *          | 102      |
| Mark Martin           | 49       |
| Kevin Harvick *       | 47       |
| Brad Keselowski *     | 39       |
| Carl Edwards *        | 38       |
| Jack Ingram *         | 31       |
| Joey Logano           | 30       |
| Matt Kenseth          | 29       |
| Jeff Burton           | 27       |
| Dale Earnhardt Jr. *  | 24       |
| Tommy Houston         | 24       |
| Justin Allgaier       | 23       |
| Sam Ard *             | 22       |
| Tommy Ellis *         | 22       |
| Dale Earnhardt        | 21       |
| Harry Gant            | 21       |
| Greg Biffle *         | 20       |
| Denny Hamlin          | 18       |
| A. J. Allmendinger    | 17       |
| Christopher Bell      | 17       |
| Jeff Green *          | 16       |
| Joe Nemechek *        | 16       |
| Todd Bodine           | 15       |
| Randy Lajoie *        | 15       |
| Larry Pearson *       | 15       |
| Morgan Shepherd       | 15       |
| Kyle Larson *         | 14       |
| Austin Cindric *      | 13       |
| Cole Custer *         | 13       |
| Noah Gragson          | 13       |
| Elliott Sadler        | 13       |
| Martin Truex Jr. *    | 13       |
| Darrell Waltrip       | 13       |
| Ty Gibbs *            | 12       |
| Jimmy Spencer         | 12       |
| Chuck Bown *          | 11       |
| Chase Briscoe         | 11       |
| Steve Grissom *       | 11       |
| Dale Jarrett          | 11       |
| Terry Labonte         | 11       |
| Tony Stewart          | 11       |
| Michael Waltrip       | 11       |
| Jason Keller          | 10       |
| Bobby Labonte *       | 10       |
| Robert Pressley       | 10       |
| Tyler Reddick *       | 10       |
| Austin Dillon *       | 9        |
| David Green *         | 9        |
| Jimmy Hensley         | 9        |
| Erik Jones            | 9        |
| Rick Mast             | 9        |
| John Hunter Nemechek  | 9        |
| Kenny Wallace         | 9        |
| Clint Bowyer *        | 8        |
| Kasey Kahne           | 8        |
| Jamie McMurray        | 8        |
| Ricky Stenhouse Jr. * | 8        |
| Ryan Blaney           | 7        |
| Ryan Newman           | 7        |
| Geoff Bodine          | 6        |
| Austin Hill           | 6        |
| Butch Lindley         | 6        |
| Chad Little           | 6        |
| Mike McLaughlin       | 6        |
| Rob Moroso *          | 6        |
| Regan Smith           | 6        |
| Scott Wimmer          | 6        |
| Marcos Ambrose        | 5        |
| Josh Berry            | 5        |
| Brett Bodine          | 5        |
| Kurt Busch            | 5        |
| Chase Elliott *       | 5        |
| Jeff Gordon           | 5        |
| Bobby Hamilton Jr.    | 5        |
| Brandon Jones         | 5        |
| Aric Almirola         | 4        |
| Harrison Burton       | 4        |
| Ward Burton           | 4        |
| William Byron *       | 4        |
| Ricky Craven          | 4        |
| Tim Fedewa            | 4        |
| Ron Fellows           | 4        |
| Justin Haley          | 4        |
| Ron Hornaday Jr.      | 4        |
| Sam Hornish Jr.       | 4        |
| Sam Mayer             | 4        |
| Jeff Purvis           | 4        |
| Scott Riggs           | 4        |
| Reed Sorenson         | 4        |
| Mike Wallace          | 4        |
| Johnny Benson Jr. *   | 3        |
| Chris Buescher *      | 3        |
| Ernie Irvan           | 3        |
| Paul Menard           | 3        |
| L. D. Ottinger        | 3        |
| Steve Park            | 3        |
| Johnny Sauter         | 3        |
| Daniel Suárez *       | 3        |
| Brian Vickers *       | 3        |
| Mike Alexander        | 2        |
| Bobby Allison         | 2        |
| Casey Atwood          | 2        |
| Trevor Bayne          | 2        |
| Mike Bliss            | 2        |
| Ron Bouchard          | 2        |
| Jeb Burton            | 2        |
| Ross Chastain         | 2        |
| Jeremy Clements       | 2        |
| Brendan Gaughan       | 2        |
| Bobby Hillin Jr.      | 2        |
| Buckshot Jones        | 2        |
| Jason Leffler         | 2        |
| Kevin Lepage          | 2        |
| Sterling Marlin       | 2        |
| Butch Miller          | 2        |
| Hank Parker Jr.       | 2        |
| Phil Parsons          | 2        |
| Ryan Preece           | 2        |
| David Ragan           | 2        |
| Ryan Reed             | 2        |
| Tim Richmond          | 2        |
| Johnny Rumley         | 2        |
| Hermie Sadler         | 2        |
| Elton Sawyer          | 2        |
| Ken Schrader          | 2        |
| Dennis Setzer         | 2        |
| Ronnie Silver         | 2        |
| Dick Trickle          | 2        |
| Rick Wilson           | 2        |
| Michael Annett        | 1        |
| Jamie Aube            | 1        |
| Ed Berrier            | 1        |
| Joe Bessey            | 1        |
| Dave Blaney           | 1        |
| Neil Bonnett          | 1        |
| Alex Bowman           | 1        |
| Brandon Brown         | 1        |
| James Buescher        | 1        |
| Ronald Cooper         | 1        |
| Derrike Cope          | 1        |
| Ty Dillon             | 1        |
| Bobby Dotter          | 1        |
| Bill Elliott          | 1        |
| Jeff Fuller           | 1        |
| Spencer Gallagher     | 1        |
| David Gilliland       | 1        |
| Robby Gordon          | 1        |
| Bobby Hamilton        | 1        |
| Daniel Hemric *       | 1        |
| Riley Herbst          | 1        |
| Jimmie Johnson        | 1        |
| Justin Labonte        | 1        |
| Stephen Leicht        | 1        |
| Tracy Leslie          | 1        |
| Justin Marks          | 1        |
| Dick McCabe           | 1        |
| Michael McDowell      | 1        |
| Casey Mears           | 1        |
| Juan Pablo Montoya    | 1        |
| David Pearson         | 1        |
| Nelson Piquet Jr.     | 1        |
| Larry Pollard         | 1        |
| David Reutimann       | 1        |
| Ricky Rudd            | 1        |
| Joe Ruttman           | 1        |
| Greg Sacks            | 1        |
| Boris Said            | 1        |
| Andy Santerre         | 1        |
| John Settlemyre       | 1        |
| Mike Skinner          | 1        |
| Chandler Smith        | 1        |
| Sammy Herbst          | 1        |
| Myatt Snider          | 1        |
| Jack Sprague          | 1        |
| Brad Teague           | 1        |
| Ryan Truex            | 1        |